# Prionolabis majorina
Prionolabis majorina är en tvåvingeart som först beskrevs av Alexander 1958.  Prionolabis majorina ingår i släktet Prionolabis och familjen småharkrankar. Inga underarter finns listade i Catalogue of Life.